# Segunda Angostura

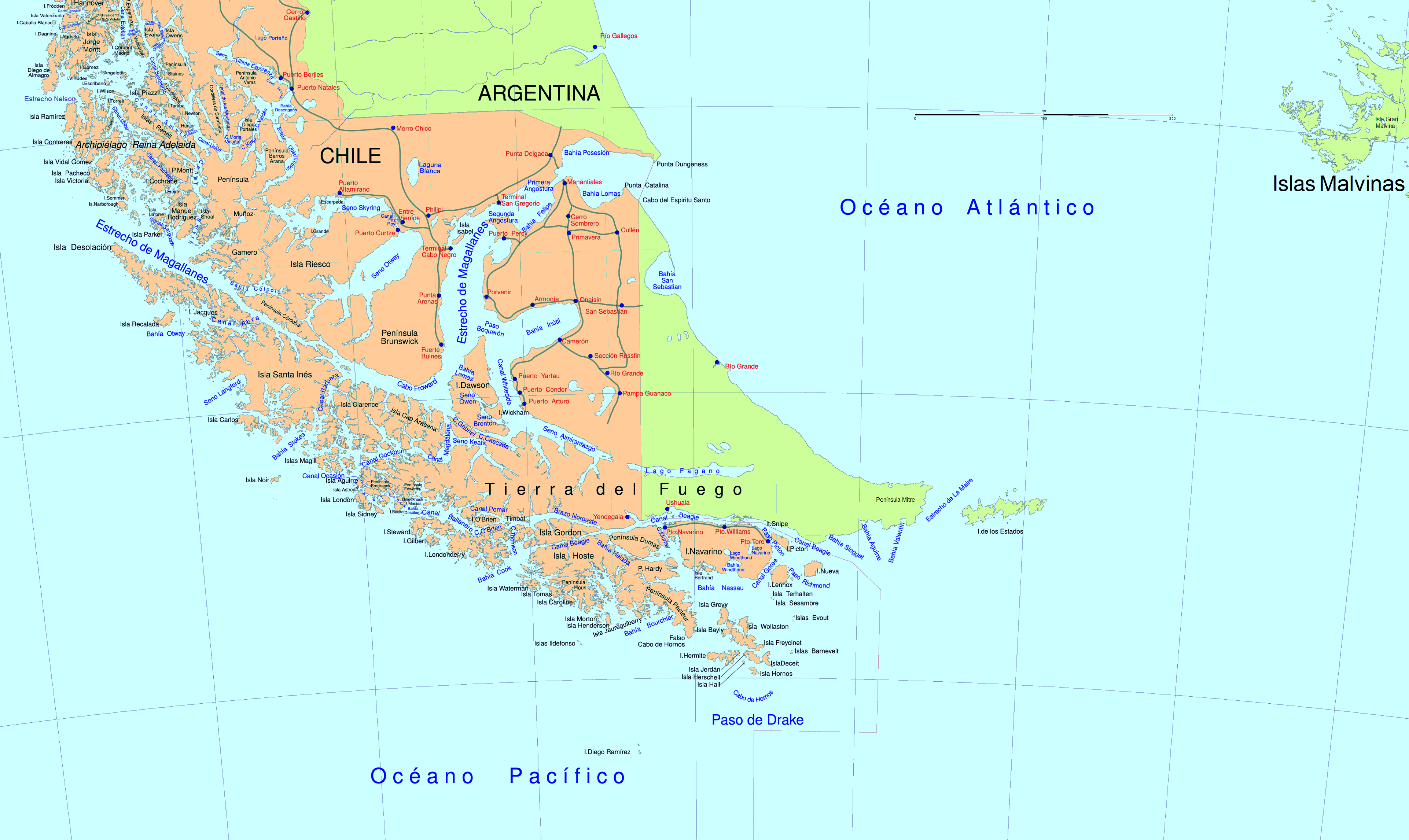
Estrecho de Magallanes

Sector centro del estrecho de Magallanes.

Segunda Angostura es un seno del Estrecho de Magallanes en la región chilena de Magallanes y la Antártica Chilena. Situado entre la parte continental de la Patagonia y la isla Grande de Tierra del Fuego, se encuentra al suroeste de la Primera Angostura, la parte más angosta del estrecho entre la isla y el continente. El seno fue nombrado Segunda Angostura, ya que es la segunda angostura del estrecho que los buques atraviesan cuando se navega a través del estrecho de este a oeste.
Tiene un largo de 22 km (12 millas náuticas) y un ancho mínimo de 7,4 km (4 millas náuticas). Con esta angostura finaliza la parte oriental del estrecho que tiene un largo total de 76 millas marinas y una dirección general noreste-sudoeste.